# Emil Diener
Emil Diener (fl. XX secolo) è stato un bobbista svizzero.

## Biografia
Viene ricordato come vincitore di una medaglia d'oro nella sua disciplina, vittoria ottenuta ai campionati mondiali del 1935 (edizione tenutasi a Innsbruck, Austria) insieme al connazionale Reto Capadrutt. Nell'edizione l'argento andò alla repubblica ceca il bronzo all'Italia.